# Oospila zamaradaria
Oospila zamaradaria là một loài bướm đêm trong họ Geometridae.